# 杜仰山

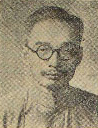

杜仰山（農曆丁酉年12月19日（公元1898年1月11日）—1968年），名天賜，號爾瞻，別號景軒，以字行。生於台北，名詩人趙劍樓（一山）弟子。
台灣早期詩人、漢學家、易學家。於日治時期與詩友創辦台灣詩社「星社」，自號劍星，世業儒，性恬退，私叔少陵子瞻，故詩多憂民愛物，有聲於時。中歲好道，教學自娛。早年於大稻埕各私塾教授漢文，曾於日治時期擔任漢文編修並任教於警官練習所。戰後曾任教於建國中學、大同中學，並曾任臺灣省通志館顧問委員會委員。詩作散見於《詩報》《昭和新報》《臺灣詩選》《臺灣詩壇》《自立詩壇》等。

## 著作
《讀豳室詩草》(未出版）
《景軒隨筆》（史料不齊全）

## 鸞書著作/校正
《大道真經》（1945 台北士林 慎修堂）
《妙蘭因果錄》(1941 台北 覺修宮)
《醒夢金鍾》(1944 基隆 代天宮德馨堂)
《王母娘娘普度收圓定慧解脫真經》(農曆庚寅年辰月1950.04 台北 拱南堂）
《瑤池金母普度收圓定慧解脫真經》（農曆庚寅年瓜月1950.08 台北 承運堂）
《無極瑤池老母十六部金丹》(1950 台北 餘慶堂)
《無極瑤池老母普度收圓定慧解脫真經》(1950 台北 餘慶堂)
《海嶠鸞音》（1964 台北 三教杏壇)

## 外部連結
- 尋找讀尋豳室-台灣詩人杜仰山(杜爾瞻）官方網站 （页面存档备份，存于）
- 台灣詩人杜仰山（爾瞻）專頁
- 《妙蘭因果錄》(1941 台北 覺修宮)
- 臺灣鸞門出版異數—《海嶠鸞音》
- 《十六部金丹》簡析